# IC 1276
IC 1276 ist ein Kugelsternhaufen im Sternbild Serpens. Das Objekt wurde am 10. April 1889 von Lewis Swift entdeckt. Unabhängig davon wurde der Kugelsternhaufen auch im Rahmen der Palomar Observatory Sky Survey (POSS) von George Abell entdeckt und als Palomar 7 klassifiziert. Durch Staubwolken, die zwischen IC 1276 und dem Sonnensystem liegen, erscheint der Kugelsternhaufen stark gerötet. Zudem ist er verhältnismäßig metallreich, enthält also vergleichsweise viele Elemente, die schwerer als Helium sind und ähnelt so 47 Tucanae.